# Хосейн Кашіан
Хосейн Кашіан (*нар. 1942   - 2023) — сучасний іранський художник і калліграф.

## Життєпис
Народився в 1942 році в Тегерані. Тут здобув початкову та середню освіту. Водночас виявив бажання вивчати живопис та каліграфію. Навчався в Асоціації каліграфії Ірану, яку закінчив у 1967 році. 1979 року Вища рада культури та мистецтв нагородила його арт-диплом другого ступеня.
Протягом 2 років був директором Музею сучасного мистецтва в Тегерані. Член правління засновників Іранської асоціації образотворчого мистецтва. Протягом 12 років працював на посаді експерта з образотворчого мистецтва при Міністерстві ісламської Культури та вищої освіти Ірану.
Помер у 2023 році

## Творчість
Працював у класичній перській мініатюрі, каліграфії, сучасному живописі з використанням олійних фарб. Перша його виставка відбулася в Алжирі, де Кашіан здобув срібну медаль.
Учасник понад 28 колективних та 10 персональних, 17 міжнародних виставок в Ірані, Єгипті, Пакистані, Бангладеш, Алжирі, США, Франції, Німеччині, Боснії та Герцеговині, Швейцарії, Китаї, Об'єднаних Арабських Еміратах.